# Рейнке, Михаил Михайлович
Михаил Михайлович Рейнке (13 (25) марта 1862, Санкт-Петербург — ?) — старший чиновник Собственной Его Императорского Величества канцелярии Николая II, Тайный советник; Организатор Общества изучения Черноморского побережья Кавказа (1911); один из устроителей выставки «Русская Ривьера» в Санкт-Петербурге (1913), основатель Геленджикского историко-краеведческого музея.

## Биография
Родился 13 (25) марта 1862 года в Санкт-Петербурге, сын майора. Младший брат Николая Рейнке.
Является основателем Геленджикского историко-краеведческого музея: его коллекция древностей легла в основу музейной коллекции города. Благодаря М. М. Рейнке и его ближайшему сподвижнику Н. И. Воробьеву в июле 1909 года был торжественно открыт Геленджикский естественно-исторический музей в сторожке М. М. Рейнке. М. М. Рейнке приобрел дачное имение на Тонком мысу Геленджика (на тот момент курорт Солнцедар), став инициатором многих начинаний по благоустройству и популяризации зарождающегося курорта.
Вот так отзывался о Михаиле Михайловиче Рейнке его современник И. Х. Бойко: «Как в каждом обществе бывает предприимчивый и влиятельный председатель, вокруг которого группируется все общество и от энергичной работы которого зависит успех дела. Так и Тонкомысовскому обществу посчастливилось встретить среди дачевладельцев М. М. Рейнке, который своей энергией и влиянием в Петербурге добился для общества всяческих благ. Так, через его посредство казна устроила на свои деньги железобетонную пристань. Почти все взносы за полученную от дачевладельцев землю, так называемый „дорожный фонд“, отдала самому же Тонкомысовскому обществу дачевладельцев, которые обязались устроить на эти деньги шоссированные дороги. Словом, Рейнке, владеющий на Мысу земельными участками, как председатель общества, затратил и затрачивает много энергии для благоустройства своего детища».
Местечко Солнцедар к 1915 году, во многом благодаря Рейнке, стало процветающим поселением с богатыми курортными и культурными традициями.
В судьбе М. М. Рейнке осталось ещё немало белых пятен: открытым остается вопрос эмиграции после революции. Сохранившиеся данные противоречивы. По одной версии, судя по данным Государственного архива Краснодарского края, он эмигрировал в Германию. В документе 1931 года — «Списке хозяйств контрреволюционного элемента Геленджикского района» упоминается дачевладелица В. М. Гарденина, которая, как отмечал начальник оперативного штаба Майоров, была «тесно связана с личным секретарем бывшего самодержавца Романова — Рейнке, в 1924—1925 годах являвшимся руководителем контрреволюционной группировки в Геленджике». Здесь же Майоров делает приписку: «Рейнке впоследствии избежал наказания благодаря выезду за границу в Германию».
По другой версии, ему удалось эмигрировать в Бельгию, где он стал одним из инициаторов сооружения храма-памятника святого Иова Многострадального в Брюсселе в память царя-мученика Николая II, Царской семьи и всех в смуте убиенных. Сохранился документ от 28 сентября 1929 года, в котором перечислены члены Комитета по сооружению храма-памятника: «Председателем образованного Комитета стал митрофорный протоиерей Василий Виноградов, товарищем председателя — Н. М. Котляревский, а также в его состав вошли секретарь Комитета князь П. Б. Щербатов, казначей А. В. Гладков, счетовод А. Н. Чебышев; члены Комитета — граф П. Н. Апраксин, генерал А. П. Архангельский, барон В. И. Велио, О. Э. Геринг, Э. Э. Геринг, М. А. Гладкова, В. Е. Погорельский, И. И. Сахновский, Н. Г. Солдатенкова, Н. М. Стрижевский, О. А. Струкова, Э. Н. Фричеро, князь М. А. Черкасский, М. М. фон Рейнке»."